# Mel Sheppard
Melvin Whinfield »Peerless Mel« Sheppard, ameriški atlet, * 5. september 1883, Almonesson Lake, New Jersey, ZDA, † 4. januar 1942, Queens, New York, ZDA.
Sheppard je v svoji karieri nastopil na poletnih olimpijskih igrah v letih 1908 v Londonu in 1912 v Stockholmu. Na igrah leta 1908 je osvojil tri naslove olimpijskega prvaka v teku na 800 m, 1500 m in v mešani štafeti, s čimer je bil s plavalcem Henryjem Taylorjem najuspešnejši športnik olimpijade. Na igrah leta 1912 je osvojil naslov olimpijskega prvaka s štafeto 4x400 m in srebrno medaljo v teku na 800 m.